# 三窪高原
三窪高原（みくぼこうげん）は山梨県甲州市にある、秩父山地の南端に位置する高原。
標高は1,650mほどあり、面積は30haほど。10万株ともいわれるレンゲツツジの群生地として有名であり、毎年6月中旬、ツツジ祭りが行われる。高原の中央部にハンゼノ頭（標高1,681m）の展望台があり、草原が開けていて、眺望を得られる。
近年、鹿によるツツジの食害が深刻になり、2007年のツツジ祭りの休止が決定した。甲州市は東京都水道局や関係自治体と協力して食害対策に乗り出した。
車で訪れる場合は、国道411号（青梅街道）の柳沢峠駐車場から入る。柳沢峠の駐車場は鶏冠山（黒川山）の登山口になっている。

## 隣接する山
- 倉掛山
- 鶏冠山（黒川山）